# Stan Ockers
Josephus Constant Ockers dit Stan Ockers est un coureur cycliste belge, né le 3 février 1920 à Borgerhout, mort le 1er octobre 1956 après une chute sur la piste des Six Jours d'Anvers. Il a été coureur professionnel de 1941 à 1956.

## Biographie

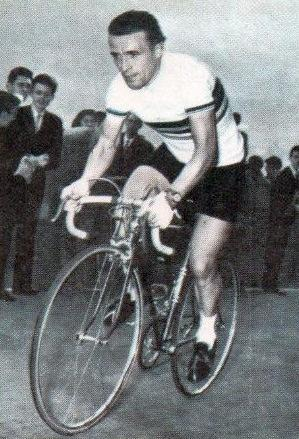
Stan Ockers en course.

Il termine deuxième du Tour de France en 1950 et en 1952 et remporte le classement par points du Tour de France en 1955 et 1956. En 1955, il remporte la Flèche wallonne, Liège-Bastogne-Liège ainsi que le championnat du monde à Frascati, près de Rome (Italie).
Le 29 septembre 1956, il fait une violente chute sur la piste du Palais des sports (Sportpaleis) d’Anvers et meurt le 1er octobre des suites de ses blessures. En Belgique, cette mort tragique déclenche en quelque sorte un deuil national, et Eddy Merckx, alors âgé de 11 ans, et grand admirateur de Stan Ockers, en est très affecté. 
En 1957, est érigé en son honneur un monument commémoratif dans la localité de Gomzé-Andoumont (entité de Sprimont), le long de la côte des Forges, sur le parcours habituel de la course Liège-Bastogne-Liège. À l’occasion du cinquantième anniversaire de sa mort, est apposée dans sa commune natale de Borgerhout (aujourd’hui dans la commune d’Anvers) une plaque commémorative dans la rue qui porte son nom, la Stan Ockersstraat.
Il est inhumé à Borgerhout.

## Palmarès sur route

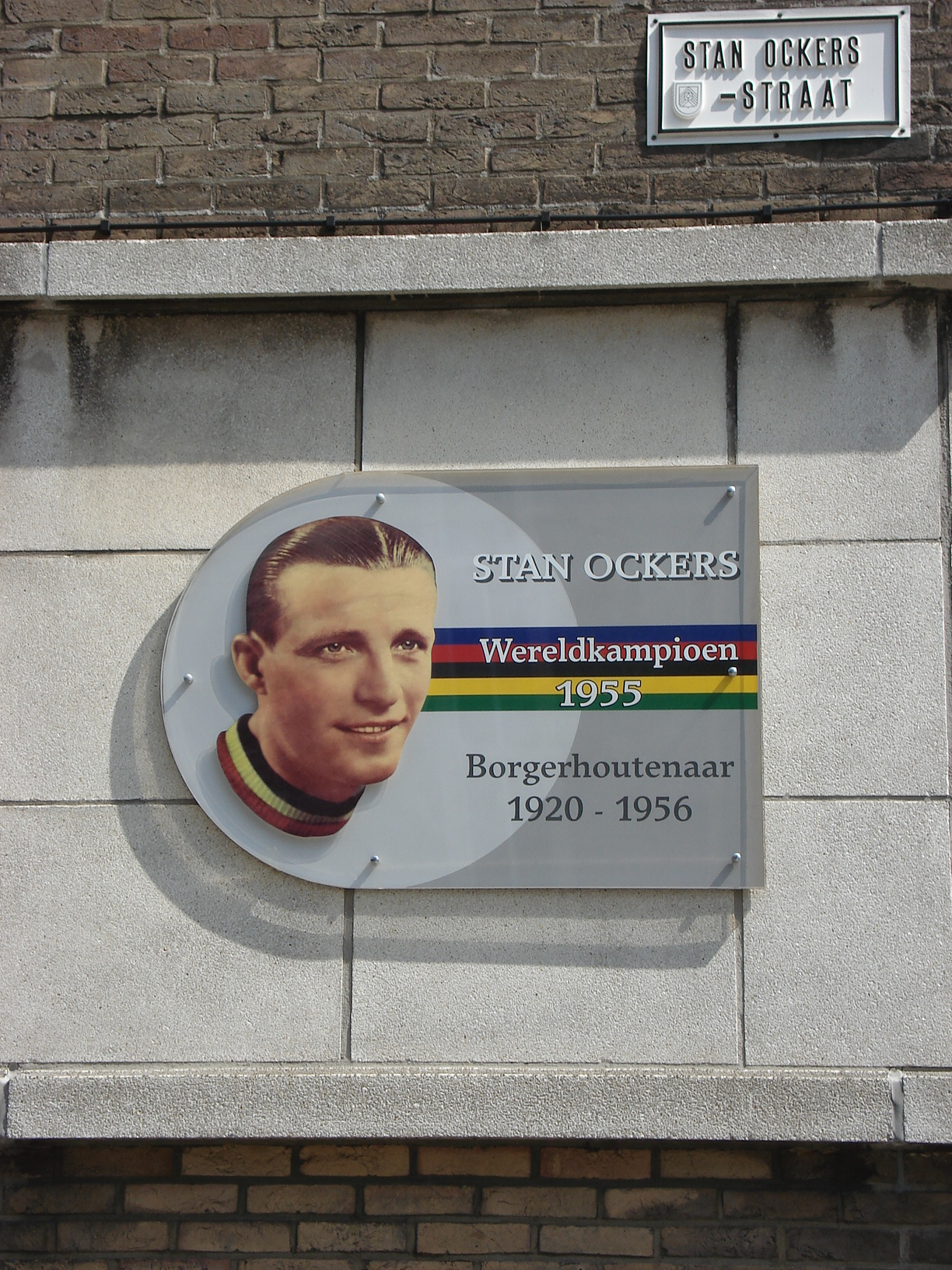
Plaque commémorative à Borgerhout (banlieue anversoise), dont Stan Ockers était originaire.

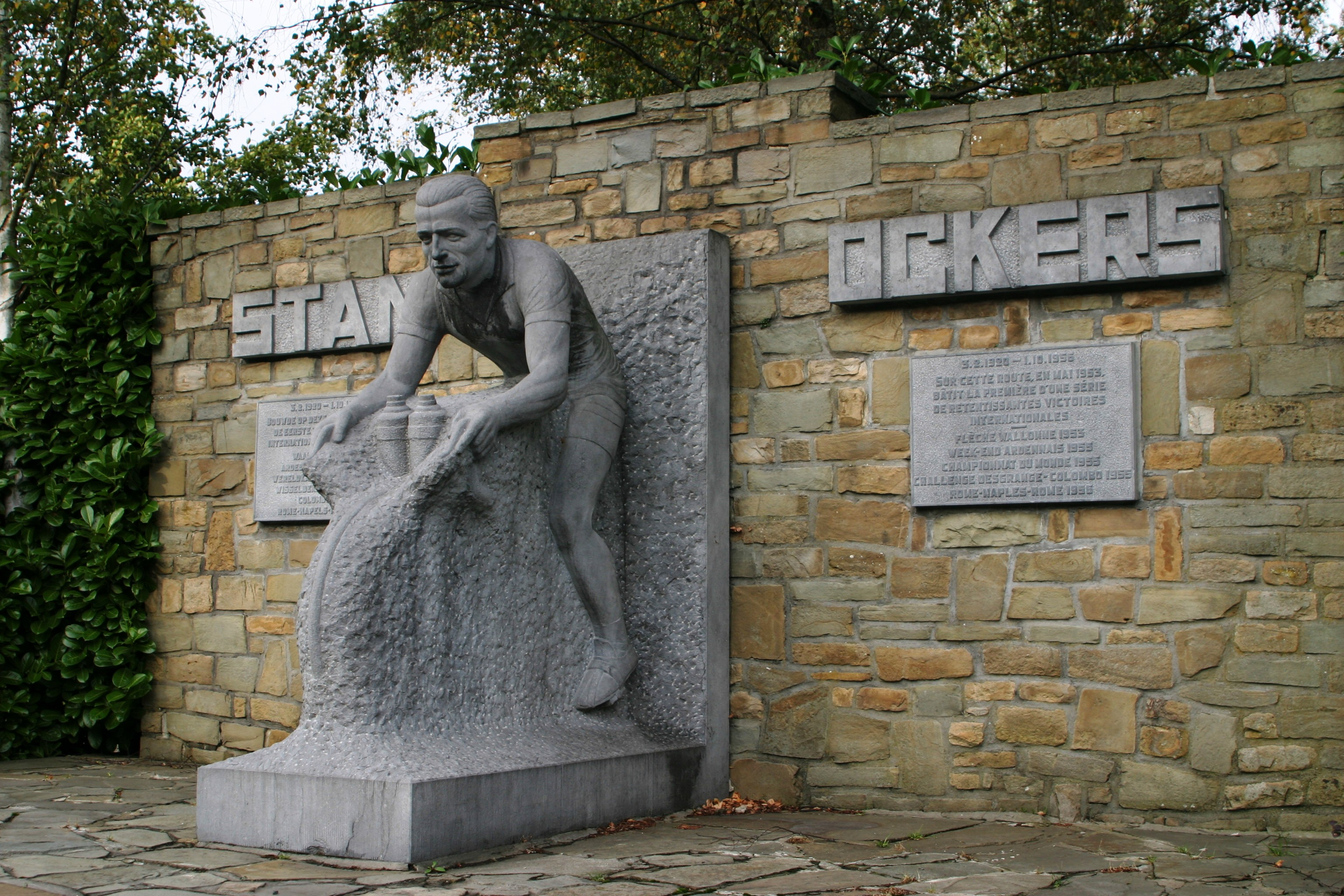
Monument commémoratif en l'honneur de Stan Ockers, sur la Côte des Forges.

### Palmarès année par année
- 1941
  -  Champion de la province d'Anvers
  - Grand Prix de l'Escaut
  - Grote Prijs Dr. Eugeen Roggeman
- 1942
  - 2e du Grand Prix Marcel Kint
- 1943
  - 3e de Liège-Bastogne-Liège
  - 3e de la Coupe Sels
- 1944
  - Bruxelles-Everbeek
- 1946
  -  Champion de la province d'Anvers
  - Grand Prix de l'Escaut
  - Bruxelles-Saint-Trond
  - 3e de l'Omnium de la Route
- 1947
  - 3e du Tour de Suisse
  - 4e de la Flèche wallonne
  - 5e de Liège-Bastogne-Liège
- 1948
  - Classement général du Tour de Belgique
  - 2e du Circuit des Ardennes flamandes - Ichtegem
  - 3e de la Gullegem Koerse
- 1949
  - 7e du Tour de France
- 1950
  - 4e étape du Tour de France
  - 2e du Tour de France
  - 2e du Critérium des As
  - 6e de Milan-San Remo
  - 7e du championnat du monde sur route
  - 8e du Challenge Desgrange-Colombo
- 1951
  - 5e du Tour de France
  - 6e de Bordeaux-Paris
- 1952
  - 4ea étape de Rome-Naples-Rome
  - 3e étape du Tour d'Argentine
  - 2e de Rome-Naples-Rome
  - 2e de la Flèche wallonne
  - 2e du Tour de France
  - 2e du Tour d'Argentine
  - 3e du Challenge Desgrange-Colombo
  - 6e du Tour d'Italie
  - 10e du championnat du monde sur route
- 1953
  - 4e étape de Rome-Naples-Rome
  - Flèche wallonne
  - 2e de Rome-Naples-Rome
  - 2e du Week-end ardennais
  - 2e du Critérium des As
  - 3e du championnat de Belgique sur route
  -  3e du championnat du monde sur route
  - 3e du Challenge Desgrange-Colombo
  - 4e de Bordeaux-Paris
  - 4e du Tour de Lombardie
  - 6e du Tour d'Italie
- 1954
  - 11e étape du Tour de France
  - Coupe Sels (ex aequo avec Henri Jochums)
  - 2e de Paris-Roubaix
  - 4e du Tour de Lombardie
  - 5e de Bordeaux-Paris
  - 5e du Challenge Desgrange-Colombo
  - 6e de Milan-San Remo
  - 6e du Tour de France
- 1955
  -  Champion du monde sur route
  - Challenge Desgrange-Colombo
  - Trophée Gentil
  - 1reb étape des Trois Jours d'Anvers (contre-la-montre par équipes)
  - Week-end ardennais :
    - Flèche wallonne
    - Liège-Bastogne-Liège

  -  Classement par points du Tour de France
  - 2e de Bruxelles-Couvin
  - 2e du Tour de Suisse
  - 2e du Circuit des trois ville sœurs
  - 2e du Grand Prix Martini
  - 3e du Critérium des As
  - 5e de Paris-Bruxelles
  - 8e du Tour de France
  - 9e de Paris-Tours
- 1956
  - Rome-Naples-Rome :
    - Classement général
    - 1reb, 3eb, 4eb, 5ea et 5eb étapes

  - 5e et 9e étapes du Critérium du Dauphiné libéré
  - Tour de France :
    -  Classement par points
    - 19e étape

  - 2e du Tour des Flandres
  - 2e de Bordeaux-Paris
  - 2e du Grand Prix Martini
  - 3e du Challenge Desgrange-Colombo
  - 4e de la Flèche wallonne
  - 4e du championnat du monde sur route
  - 6e de Paris-Bruxelles
  - 8e du Tour de France
  - 9e du Critérium du Dauphiné libéré
  - 10e de Milan-San Remo

### Résultats sur les grands tours

#### Tour de France
8 participations 
- 1948 : 11e
- 1949 : 7e
- 1950 : 2e, vainqueur de la 4e étape
- 1951 : 5e
- 1952 : 2e
- 1954 : 6e, vainqueur de la 11e étape
- 1955 : 8e,  vainqueur du classement par points
- 1956 : 8e,  vainqueur du classement par points et de la 19e étape

#### Tour d'Italie
2 participations
- 1952 : 6e
- 1953 : 6e

## Palmarès sur piste
- 1948
  - 3e des Six Jours d'Anvers (avec Rik Van Steenbergen)
- 1951
  - Six Jours de Bruxelles (avec Rik Van Steenbergen)
- 1953
  - Prix du Salon (américaine avec Rik Van Steenbergen)
  - 3e des Six Jours de Bruxelles (avec Rik Van Steenbergen)
- 1954
  - Six Jours de Gand (avec Rik Van Steenbergen)
  - 2e des Six Jours de Bruxelles (avec Rik Van Steenbergen)
  - 2e des Six Jours de Berlin (avec Rik Van Steenbergen)
  - 3e des Six Jours d'Anvers (avec Rik Van Steenbergen)
- 1955
  -  Champion de Belgique de l'américaine (avec Rik Van Steenbergen)
  - Six Jours d'Anvers (avec Rik Van Steenbergen)
  - 2e des Six Jours de Bruxelles (avec Jean Brankart)
  - 2e des Six Jours de Gand (avec Ferdinando Terruzzi)
  - 3e des Six Jours de Gand (avec Rik Van Steenbergen)
- 1956
  - Six Jours d'Anvers (avec Jean Roth et Reginald Arnold)